# Tore Antonsen
Tore Antonsen (Hamar, 9 marzo 1950) è un ex calciatore norvegese, di ruolo portiere.

## Carriera

### Club
Antonsen giocò per lo HamKam dal 1968 al 1985.

### Nazionale
Giocò anche 4 incontri per la Norvegia under 21. Totalizzò poi 9 apparizioni per la Norvegia. La prima di queste fu datata 17 settembre 1972, nella sconfitta per 3-1 contro la Svezia.